# Roberto Casellas Leal
Roberto Casellas Leal (* 24. November 1922 in Mérida (Mexiko); † 2018) war ein mexikanischer Botschafter.

## Leben
Roberto Casellas Leal wurde 1922 in Yucatán geboren und war hochgewachsen.
Er studierte Rechtswissenschaft an der Universidad Nacional Autónoma de México und schrieb eine Doktorarbeit über das Thema Asylrecht. Von 1953 bis 1954 war er Gesellschafter der Rechtsanwaltssozietät "Basham Ringe y Correa" in Mexiko-Stadt. Er trat in den auswärtigen Dienst ein und wurde Botschaftsrat. 
Von 1965 bis 1966 wurde er in leitender Funktion in der Presseabteilung des mexikanischen Außenministeriums beschäftigt.
Von 1974 bis 1975 war Casellas Leal Gesandter am mexikanischen Konsulat in der 8210 Hawthorne Rd., Bethesda (Maryland).
Am 16. Juni 1975 wurde er vom mexikanischen Außenminister zum Botschafter befördert.
Am 1. Januar 1976 nahm er seine Residenz in Managua bei Anastasio Somoza Debayle ein.
Nach einer Akkreditierung in Israel wurde er 1979 mexikanischer Botschafter in der Tschechoslowakei.
Im Oktober 1986 ernannte ihn Miguel de la Madrid Hurtado zum mexikanischen Botschafter in Pakistan. Am 28. April 1987 legte Casellas Leal sein Akkreditierungsschreiben in Islamabad vor.
Die mexikanischen Botschafter in Ankara sind regelmäßig auch bei den Regierungen in Aserbaidschan, Kasachstan, Kirgisistan, Pakistan, Turkmenistan und Usbekistan akkreditiert.

## Auszeichnungen
- Orden von Oranien-Nassau, Ritter
- Leopoldsorden (Belgien), Ritter
- Dannebrog-Orden
- Orden der Jugoslawischen Fahne

## Schriften
- El Derecho de Asilo, Dissertation UNAM
- Valija Diplomática, 12 cuentos
- Hermanos de la Costa, Plazo y Janes, México, 1999

| Vorgänger                          | Amt                                                                        | Nachfolger                     |
| ---------------------------------- | -------------------------------------------------------------------------- | ------------------------------ |
| Joaquín Mercado Flores             | Mexikanischer Botschafter in Managua 5. März 1976 bis 28. Februar 1977     | Ricardo Francisco Galán Méndez |
| Benito Berlín                      | Mexikanischer Botschafter in Tel Aviv 13. April 1977 bis 29. August 1979   | Alfonso León de Garay Castro   |
| Roberto de Rosenzweig-Díaz Azmitia | Mexikanischer Botschafter in Den Haag 2. Oktober 1981 bis 20. Februar 1986 | Ismael Moreno Pino             |
| Héctor Cruz Manjarrez Moreno       | Mexikanischer Botschafter in Ankara 17. Mai 1986 bis 15. Juli 1989         | Antonio Dueñas Pulido          |